# 叶柏寿街道
叶柏寿街道，是中华人民共和国辽宁省朝阳市建平县下辖的一个街道办事处。

## 名称
“叶柏寿”这一地名的起源曾存在多种说法，其一为当地曾有蒙古族官吏名为叶布雄，人名汉语转音为叶柏寿；其二为当地清初多苍松古柏，居民取“叶密、柏多、长寿”而称为叶柏寿；而在蒙西营子的数代蒙古族人之中，流传甚广的是“蒙古官吏说”。
根据《建平蒙西营子乌梁海氏族谱》，者勒蔑十三代孙确有名曰“叶柏寿（叶佰叔）”者，其率部驻牧地为今万寿老街一带。《大清太宗文皇帝实录》、《天聪九年档》及《满文旧档》也提到了“叶布舒古英”或“叶伯（白）舒”（穆麟德轉寫：Yebušu）。
然而叶柏寿得名之初，周边只有蒙古族人而无汉族人居住，最早的汉文记载出现于清雍正十二年八沟厅理事同知张镠编撰的《雍正八沟厅备志》中，老叶柏寿（万寿）被记载为“夜不收”，此后因“叶布舒”这个蒙古人名在汉译过程中并未统一用字，陆续出现了“叶博受”、“夜不受”、“夜不守”、“叶伯寿”、“叶贝守”、“业柏寿”、“叶柏树”、“野不守”等写法，“叶柏寿”这一写法则在光绪十七年（1891年）出现。
传统意义上的“叶柏寿”为现在的建平县万寿老街，而现在的叶柏寿街道一带原名为牛录河（本名“努鲁尔虎村”）。1933年日本关东军进攻热河后开始修建锦承铁路，在第二牤牛河南岸修建叶柏寿车站，其后在火车站对岸设立牛录河镇。1939年，老叶柏寿改称万寿，牛录河改称叶柏寿。

## 行政区划
叶柏寿街道下辖以下地区：
镜湖社区、育才社区、双虹社区、益安社区、永和社区、热源社区、新工社区和建安社区。